# Pehr Adrian Gadd

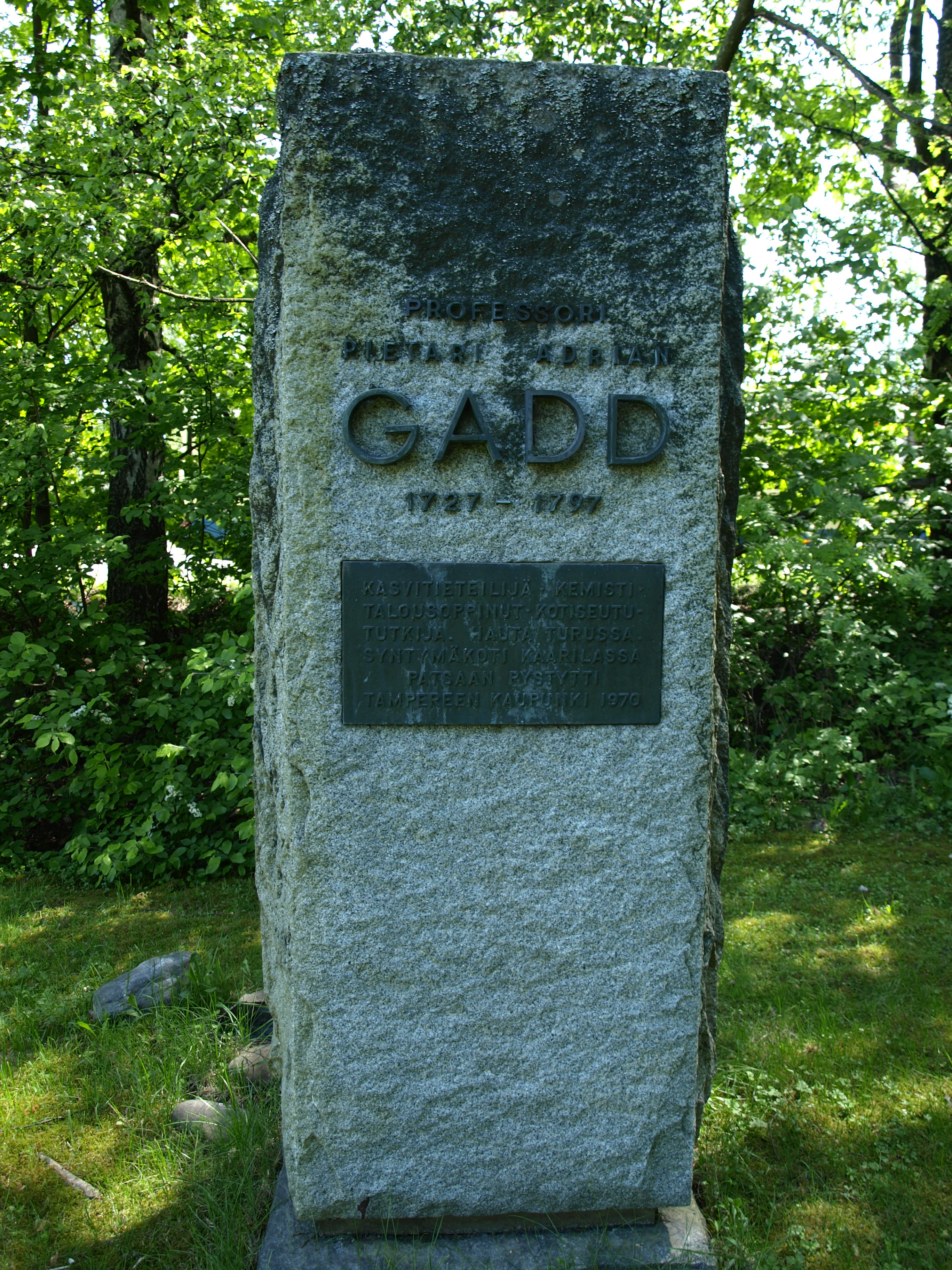
Minnessten för Pehr Adrian Gadd.

Pehr Adrian Gadd, född 12 april 1727 i Birkala, död 11 augusti 1797 i Åbo, var en finländsk ekonomisk skriftställare.
Gadd förordnades 1750 till docent i naturhistoria och ekonomi vid Kungliga Akademien i Åbo samt utnämndes 1755 till inspektör för salpetersjuderierna i Åbo och Björneborgs län. År 1756 blev han "provincial-schäfer", erhöll samma år titel av ekonomidirektör, förordnades 1758 till extra ordinarie professor i kemi, fysik och ekonomi samt 1761 till ordinarie professor i kemi vid Kungliga akademien i Åbo. Han var rektor för nämnda akademi 1768/69, 1774/75 och 1782/83 och en tid inspektor för Tavastehus nation. Han var ledamot av Aurorasällskapet och invaldes 1759 som ledamot av Vetenskapsakademien i Stockholm.
Gadd var en ivrig representant för frihetstidens ekonomiska strävanden. Enligt honom förtjänade vetenskapen att bedrivas endast om den hade en rent praktisk tillämpning. Bland hans många större och mindre skrifter kan nämnas Försök till en oeconomisk beskrifning öfver Satakunda häraders norra del (1751), Försök till en systematisk inledning i svenska landtskötseln (1773–1777) och Undersökning om Nylands och Tavastehus län (1789).